# Buddy (Looney Tunes)
Buddy è un personaggio immaginario della serie Looney Tunes. Si tratta del secondo personaggio creato per la serie Looney Tunes (esclusa Honey, la fidanzata di Bosko) e il primo creato da Leon Schlesinger, apparso per la prima volta nel 1933 in Buddy's day out. Dopo la creazione di Buddy, Bosko non si è più visto neanche in un cameo in cartoni o film Warner, ma fu portato avanti dalla MGM. Appare nell'episodio Special per il 65º anniversario dei Warner della serie animata Animaniacs, di cui parlando che è stato creato per la prima volta insieme a Yakko, Wakko e Dot.